# Rookley
Rookley est un village et une paroisse civile de l’île de Wight, en Angleterre.
La ligne de bus 3 de Southern Vectis dessert le village sur son trajet entre Newport, Ventnor, Shanklin, Sandown et Ryde, y compris les villages intermédiaires.
Le terrain de jeu de l'association du village et la salle du village se trouvent à Highwood Lane. Gardening Galore est un événement populaire organisé chaque année.